# Hermanas de la Divina Providencia de Maguncia
La Congregación de la Divina Providencia (oficialmente en latín: Congregatio Divinae Providentia; cooficialmente en alemán: Schwestern von der Göttlichen Vorsehung (Mainz)) es una congregación religiosa católica femenina, de vida apostólica y de derecho pontificio, fundada el 29 de septiembre de 1851, en Maguncia (Alemania), por el sacerdote francés Juan Martin moye. Las religiosas de este instituto se les conoce como hermanas de la Divina Providencia o hermanas de Maguncia y posponen a sus nombres la siglas C.D.P.

## Historia

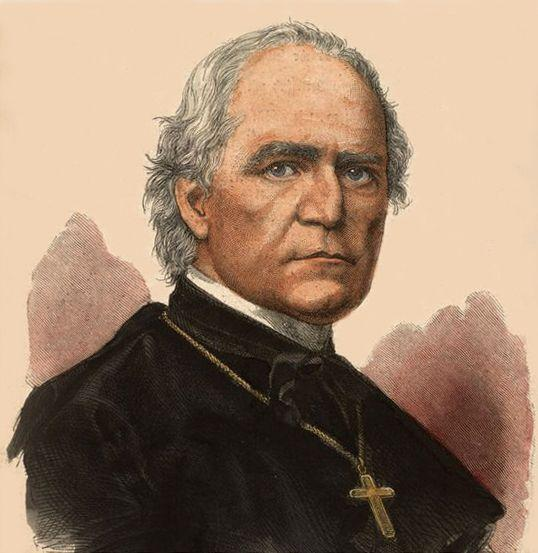
Wilhelm Emmanuel von Ketteler (1811-1877), fundador de la congregación.

La congregación fue fundada por el obispo de Maguncia, Wilhelm Emmanuel von Ketteler en Finthen (Maguncia-Alemania), para la educación de las jóvenes y la atención de los enfermos. Las primeras religiosas eran miembros de la parroquia de Finthen y su primera superiora fue Friederike Amelia de la Roche-Starkenfels, exluterana convertida al catolicismo.
La congregación se expandió rápidamente por Alemania, llegando incluso, en su época fundacional a los Estados Unidos y a los Países Bajos. Luego de un periodo de prueba, el mismo fundador, en calidad de ordinario, aprobó el instituto como congregación religiosa de derecho diocesano. El papa León XIII, mediante decretum laudis del 30 de julio de 1884, elevó el instituto a congregación religiosa de derecho pontificio.

## Organización
La Congregación de la Divina Providencia de Maguncia es un instituto religioso de derecho pontificio, internacional y centralizado, cuyo gobierno es ejercido por una superiora general. La sede central se encuentra en Wakefield (Rhode Island-Estados Unidos).
Las hermanas de la Divina Providencia se dedican a la educación cristiana de la juventud y al cuidado de los enfermos. En 2015, el instituto contaba con 483 religiosas y 80 comunidades, presentes en Alemania, Corea del Sur, República Dominicana, Estados Unidos, Perú y Puerto Rico.